# Банніо-Анцино
Банніо-Анцино (італ. Bannio Anzino, п'єм. Bani e Ansin) — муніципалітет в Італії, у регіоні П'ємонт,  провінція Вербано-Кузіо-Оссола.
Банніо-Анцино розташоване на відстані близько 570 км на північний захід від Рима, 100 км на північ від Турина, 38 км на захід від Вербанії.
Населення — 484 особи (2014).
Щорічний фестиваль відбувається 5 серпня. Покровитель — Madonna della Neve.

## Демографія
Населення за роками:

Станом на 1 січня 2023 року в муніципалітеті офіційно проживало 15 іноземців з 6 країн, серед них 6 громадян країн Євросоюзу та 1 громадянин України.

## Сусідні муніципалітети
- Каласка-Кастільйоне
- Каркофоро
- Чеппо-Мореллі
- Фобелло
- Римелла
- Ванцоне-кон-Сан-Карло